# Stay Gold (caballo)

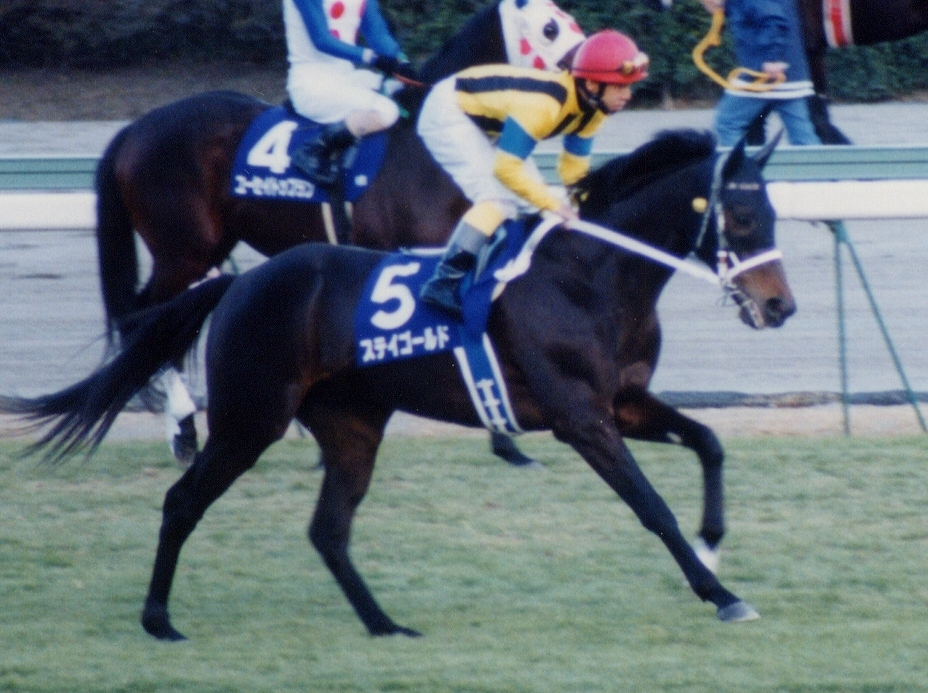
Stay Gold (26 de diciembre de 1999, en Hipódromo de Nakayama).

Stay Gold (ステイゴールド, 24 de marzo de 1994 - 5 de febrero de 2015) fue un caballo de carrera pura sangre japonés. Él fue engendrado por Sunday Silence de la yegua de Golden Sash por Dictus.
Stay Gold murió repentinamente el 5 de febrero de 2015.